# IFA P3
IFA P3 (поширена також назва Sachsenring P3 за маркою двигунів) - військовий багатоцільовий автомобіль виробництва НДР.

## Історія

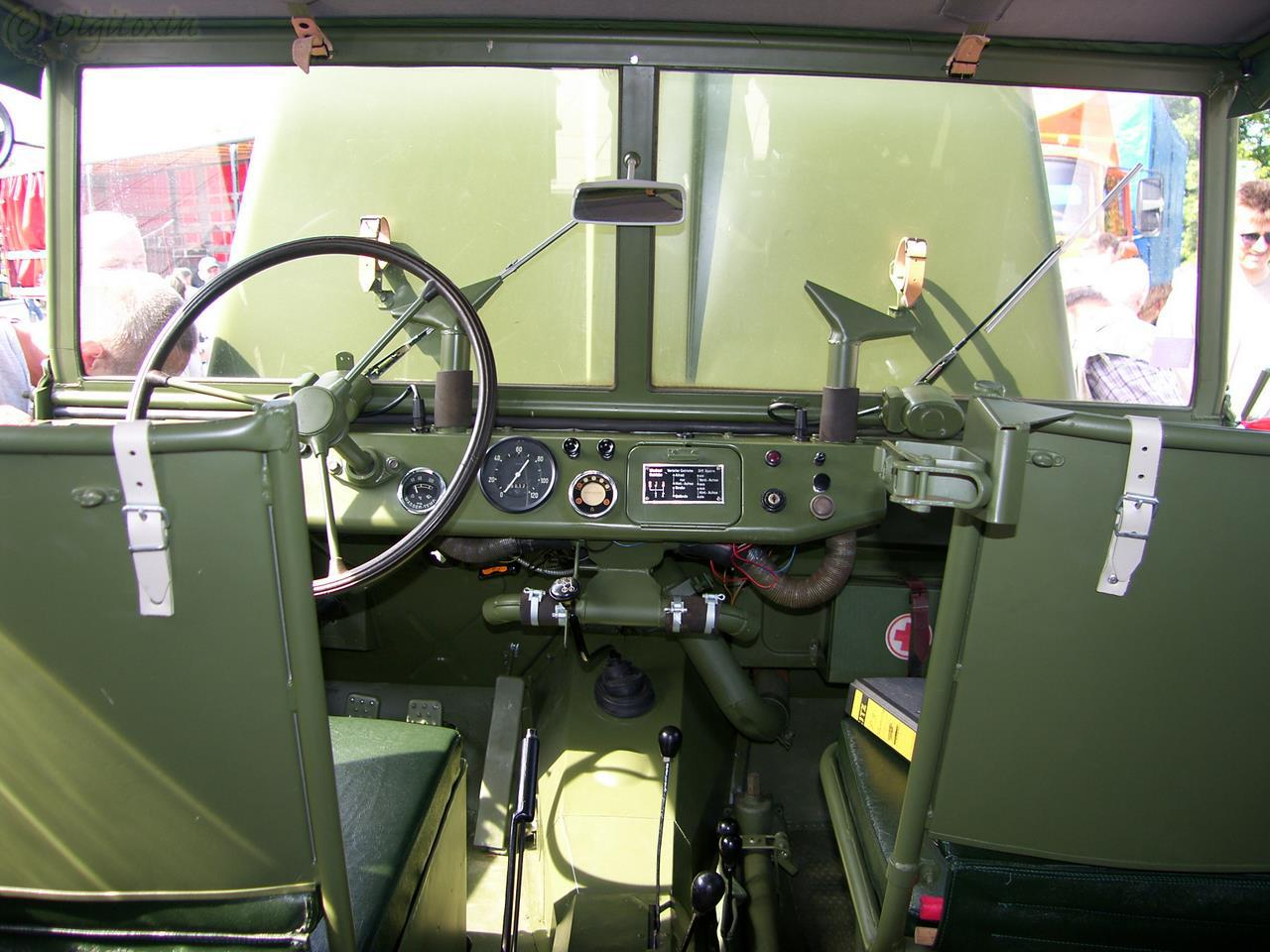

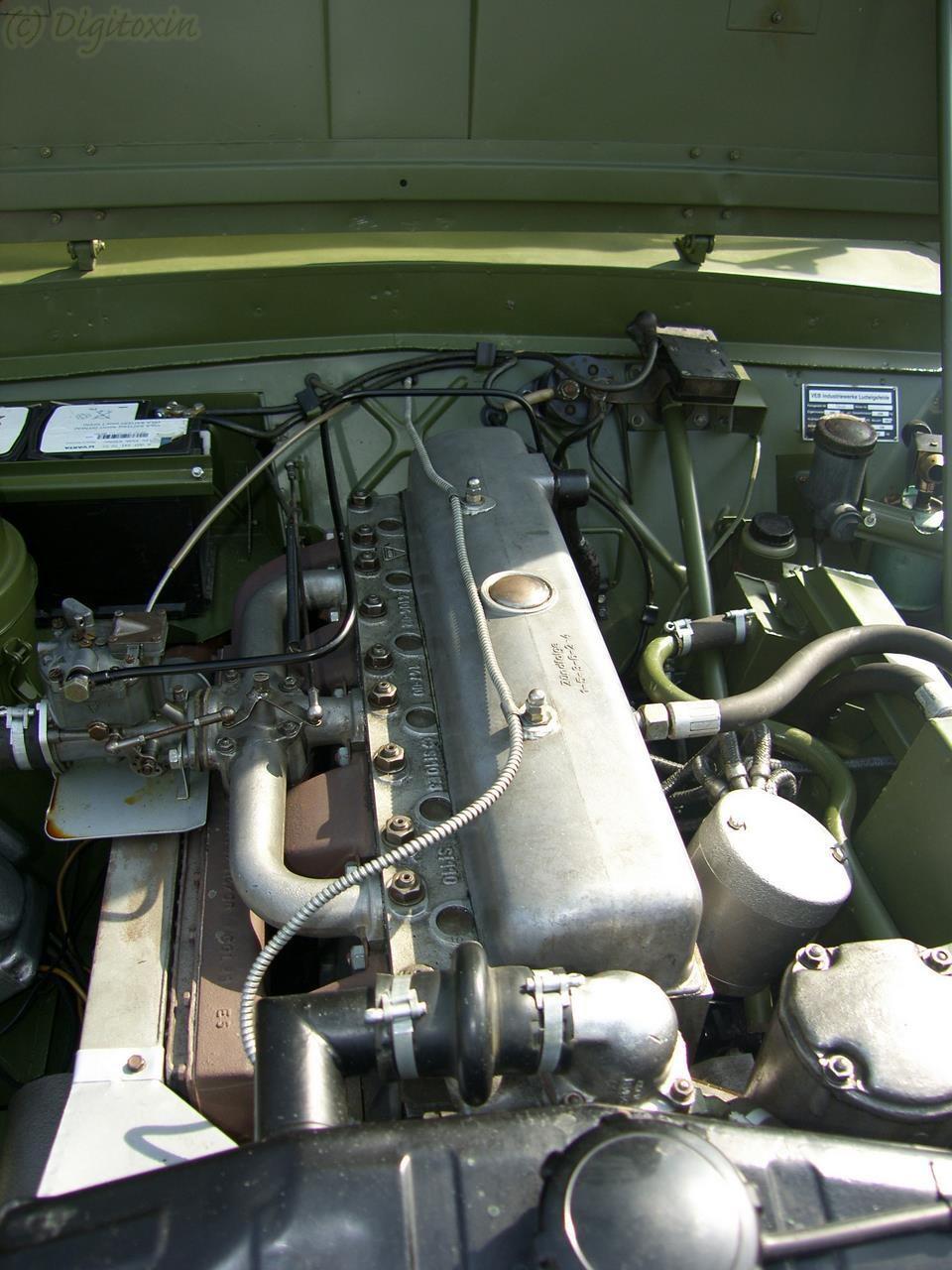
OM6-35L

Після створення у 1956 році Національної народної армії до її підрозділів з 1957 року почали надходити позашляховики ГАЗ-69 радянського виробництва.
1958 року припиняється випуск автомобіля IFA P2M — першого багатоцільового автомобіля вітчизняного виробництва, прийнятого на озброєння ННА НДР.
У 1962 році завод WEB «Automobilwerk Ludwigsfelde» почав випуск нового позашляховика P3, офіційно прийнятого на озброєння і почав вступати до підрозділів ННА НДР для заміни автомашин, що використовуються. З 1963 року позашляховик випускався у кількох варіантах виконання (стандартний варіант, радіофікована командно-штабна машина та ін.).
Однак у 1964 році було розроблено армійську версію автомобіля «трабант» — Trabant 601/A. В результаті, в 1966 випуск моделі P3 був припинений.

## Двигун
- 2,4 л OM6-35L І6 75 к.с. 166,7 Нм